# Charmozin Stellin
Charmozin Stellin (Charmosyna stellae) je druh papouška obývající ostrov Nová Guinea.
Je označován též jako charmozin papuánský horský, lori Stellův či charmozin horský. Charmozin horský je však také označení pro jiný druh papouška (Charmosyna josefinae). Původně byl považován za poddruh chamozina papuánského, aktuálně je veden jako samostatný druh.
Žije v tropickém horském lese do výšky 3500 m n. m. a živí se šťávou a nektarem z plodů.
Dosahuje délky těla 36 až 41 cm a ocasu dalších 20 až 25 cm. Váha se pohybuje v rozmezí 74 až 113 g. Vyskytuje se v červené a černé barevné formě.
Patří mezi málo dotčené taxony.
Rozlišují se tři poddruhy:
- C. s. goliathina – výskyt: hory Nové Guiney od Weyland (Köbowrè Range) na západě k Východní vysočině.
- C. s. wahnesi – výskyt: SV Nová Guinea
- C. s. stellae – výskyt: hory JV Nové Guiney

Peří charmozina Stellina je využíváno domorodci na Nové Guineji jako ozdoba hlavy při tamních slavnostech.

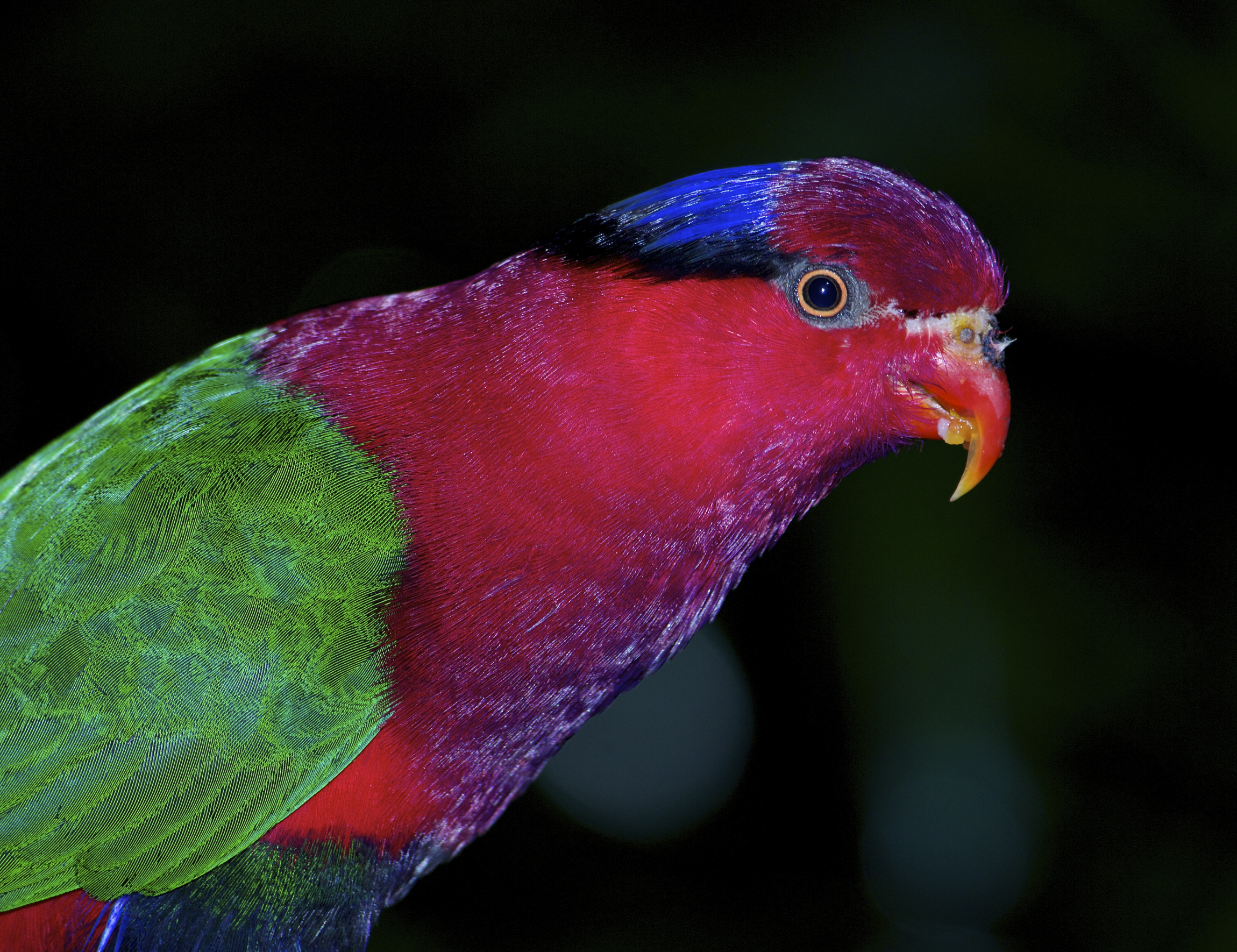
Charmozin Stellin

## Chov v zoo
Charmozin Stellin je vzácně chovaným druhem. V celé Evropě jej na počátku roku 2020 pravděpodobně chovalo jen šest zoo. V rámci Česka šlo pouze o Zoo Praha. V minulosti byl chován rovněž v Zoo Plzeň.

### Chov v Zoo Praha
Tento druh je v Zoo Praha chován od roku 1991. V roce 1995 se podařil první úspěšný odchov. V průběhu roku 2018 přišlo na svět a bylo odchováno jedno mládě, takže na konci roku 2018 byli chováni tři jedinci.
Od září 2019 je k vidění v Rákosově pavilonu v dolní části zoo, konkrétně v expozici Nížinný les Nové Guineje.